# Championnat des Philippines de football 2018
Navigation
Édition précédente Édition suivante
La saison 2018 du Championnat des Philippines de football est la 2e édition du championnat de première division professionnel aux Philippines sous l'appellation Philippines Football League. Par rapport à la saison inaugurale les séries éliminatoires sont abandonnées à la suite de la création de la Coupe des Philippines (Copa Paulino Alcantara) qui démarre dès la fin du championnat.
Les huit équipes de la première édition avait obtenues leur licence pour participer à cette deuxième édition, mais le 8 janvier 2018 le Football Club Meralco Manille arrête son activité au niveau sénior. Dix jours plus tard le Ilocos United FC annonce son abandon de la compétition, laissant le championnat à six équipes.
Les six équipes se rencontrent deux fois en matchs allers et retours, plus une cinquième fois où l'ordre des rencontres est tirée au sort.
Ceres-Negros le tenant du titre remporte son troisième titre de champion en ayant dominé le championnat dès la première journée.

## Classement
Le classement est calculé avec le barème de points suivant : une victoire vaut trois points, le match nul un. La défaite ne rapporte aucun point.
Critères de départage :
1. plus grand nombre de points ;
2. plus grande différence de buts générale ;
3. plus grand nombre de buts marqués ;
4. plus grande différence de buts particulière

| Rang | Équipe          | Pts | J  | G  | N | P  | Bp | Bc | Diff |
| ---- | --------------- | --- | -- | -- | - | -- | -- | -- | ---- |
| 1    | Ceres-NegrosT   | 60  | 25 | 19 | 3 | 3  | 66 | 25 | +41  |
| 2    | Kaya FCC        | 49  | 25 | 15 | 4 | 6  | 58 | 32 | +26  |
| 3    | Davao Aguilas   | 39  | 25 | 11 | 6 | 8  | 52 | 39 | +13  |
| 4    | Stallion Laguna | 36  | 25 | 12 | 3 | 10 | 34 | 45 | -11  |
| 5    | JPV Marikina    | 20  | 25 | 7  | 2 | 16 | 46 | 63 | -17  |
| 6    | Global Cebu     | 5   | 25 | 1  | 2 | 22 | 18 | 85 | -67  |